# Filipe Cardoso
Filipe Duarte Sousa Cardoso (15 de maio de 1984) foi um ciclista português, membro da equipa Vito-Feirense-Blackjack.

## Palmarés
| - 2003 - Circuito de Grândola - 5. ª etapa da Volta a Portugal do Futuro - 2004 - 1.ª etapa do grande Prêmio Gondomar - Circuito de Nossa Senhora da Boa Viagem - 2.º do Campeonato de Portugal do contrarrelógio esperanças - 3.º do grande Prêmio Gondomar - 2005 - Campeão de Portugal do contrarrelógio esperanças - 2006 - Volta a Portugal do Futuro : - Classificação geral - 2.º e 3. ª etapas - 3.º do Campeonato de Portugal em estrada esperanças - 2007 - Classificação geral do Grande Prémio Vinhos da Estremadura - 7. ª etapa da Volta de Chihuahua - 2008 - Grande Prêmio Abimota : - Classificação geral - 3. ª etapa - 1.ª etapa do grande Prêmio Barbot - 2.º do grande Prêmio Barbot - 2009 - 2. ª etapa da Volta de Albufeira - 2. ª etapa da Volta ao Alentejo - 1.ª etapa do Grande Prêmio Liberty Seguros - 2.º da Tropicale Amissa Bongo - 2010 - Prémio de Abertura | - 2011 - Grande Prémio Crédito Agrícola da Costa Azul : - Classificação geral - 3. ª etapa - 4. ª etapa da Volta ao Alentejo - 1.ª etapa da Volta das Terras de Santa Maria da Feira - 2.º da Volta ao Alentejo - 2.º do Grande Prêmio Liberty Seguros - 3.º do Campeonato de Portugal em estrada - 2012 - 4. ª etapa da Volta ao Alentejo - Troféu Concelhio de Oliveira de Azeméis - 2.º da Volta ao Alentejo - 2013 - Copa de Portugal - 3. ª etapa do Grande Prêmio Abimota - Prémio Albergaria : - Classificação geral - 2. ª etapa - Circuito de Moita - 3.º do Grande Prêmio Abimota - 2015 - 4. ª etapa da Volta a Portugal - Grande Prêmio de Mortágua - 2016 - Grande Prêmio Abimota : - Classificação geral - 3. ª etapa - 2017 - 2.º do Grande Prêmio Abimota |

## Classificações mundiais
| Ano             | 2009  | 2010   | 2011 | 2012  | 2013  | 2014  |
| UCI Africa Tour | 5.º   |        |      |       |       |       |
| UCI Europe Tour | 465.º | 1034.º | 87.º | 328.º | 752.º | 428.º |